# Canción montañesa
La canción montañesa o tonada montañesa es un género musical folclórico de carácter lírico desarrollado en Cantabria (España). 
Se trata de la principal expresión lírica de tradición oral cantada de Cantabria junto con las marzas, la jota montañesa (cantada), los picayos, el aguinaldo y los romances.

## Características
La Canción Montañesa es interpretada principalmente a capela, si bien en ocasiones se emplea algún instrumento autóctono para acompañarla, como puede ser el pitu montañés y tambor, la gaita, la pandereta o las castañuelas (tarrañuelas).
Aparte de interpretarse de manera individual, también es habitual realizarlo en formaciones colectivas a través de las corales, los coros de ronda, y los cantos de ronda (ronda de mozos, más habituales en el sur de la comunidad).
La primera valoración que se realiza sobre la música genuina montañesa, tal y como indica la obra Cantos de La Montaña de Rafael Calleja es que las canciones montañesas se identifican con el estilo desarrollado tanto en el área de La Montaña como en el de Campoo y los valles del sur”. Ambas componen junto a La Marina, las tres áreas de Cantabria desde un punto de vista geomorfológico. Por lo tanto, tras el análisis de las canciones presentadas a concurso en la Fiesta Regional Montañesa (véase el apartado Historia), el jurado del mismo, los presentes en la fiesta folclórica y el autor de la mencionada obra, concluyen que existe una diferencia entre las canciones de la costa cántabra y las del resto de la comunidad, identificando a estas últimas como canciones de estilo montañés. 
Hoy en día, gracias al conocimiento de más canciones, no presentes en la Fiesta Regional Montañesa, puede apreciarse que hay ciertas “Canciones Campurrianas” que se diferencian levemente del estilo puramente montañés, si bien, hay otras desarrolladas en esa zona que comparten características desde el punto de vista lírico y el de la interpretación oral con las Canciones Montañesas más genuinas. Lo mismo ocurre con las canciones desarrolladas en la costa cántabra, donde podemos encontrar canciones de características muy similares o idénticas a las canciones montañesas más puras, y diferentes, por tanto, a las también desarrolladas en esas zonas costeras y denominadas “Canciones Marineras de Cantabria”.
De la misma manera, hay quien matiza que existe una diferencia, aunque poco significativa, de las canciones desarrolladas en el área central de Cantabria, con respecto a las desarrolladas en la zona lebaniega, e incluso las de la zona pasiega y la purriega, argumentando diferencias en cuanto a interpretación de las mismas, más que en cuanto a la temática.
Por último, también hay quien aglutina al conjunto de canciones propias de toda la comunidad autónoma de Cantabria bajo la denominación de canciones montañesas, argumentando que se trata de la misma situación que lo que ha ocurrido con la denominación de la provincia, donde por extensión del término, se pasó a identificar a toda la actual Cantabria como “La Montaña”.
Las “montañesas” como manifestación cantada del folclore cántabro tienen su “embrión” en el corazón del pueblo, siendo una “expresión fiel de los sentimientos” del mismo, y denotando en las letras de sus canciones una “melancolía profunda”, donde los “cantores” recrean las melodías sobre la base de las propias posibilidades de sus voces, pero siempre teniendo en cuenta que estas canciones requieren una gran potencia de voz y una continua subida y bajada del registro vocal.

## Historia
A finales del siglo XIX se produjo en la comunidad un interés por recuperar y realzar el valor del folclore musical. Un hito importante en las canciones montañesas es la celebración de la gran “Fiesta Regional Montañesa “del 12 de agosto de 1900, celebrada en la Plaza de Toros de Santander donde se convocó un concurso que premiaba a la mejor colección de cantos y tonadas de toda la provincia presidida por un jurado formado por el prestigioso músico cántabro Jesús de Monasterio, por Ruperto Chapí y por Tomás Bretón; se presentaron 4 colecciones con 174 cantos. Al año siguiente fueron recogidas en una obra titulada Cantos de la Montaña: Colección de canciones populares de la provincia de Santander cuyo autor fue Rafael Calleja y fue publicada en Madrid. En la citada fiesta folclórica los miembros del jurado se dieron cuenta del carácter bien definido y claramente distintivo de las canciones presentadas al concurso con respecto a otras canciones de las provincias vecinas, llegando incluso a realizarse afirmaciones como que <<La Montaña tiene música propia>>
, afirmación realizada por Jesús de Montasterio.
En 1947, 1952 y 1955 se publica el “Cancionero Popular de la Provincia de Santander”, una obra compuesta por tres libros, escritos por D. Sixto de Córdova y Oña, que junto con un cuarto libro titulado “Cancionero infantil español”, recopiló más de dos mil cantos en total. Dedicó a la investigación y recuperación de la música folclórica popular medio siglo, comenzando en 1885 y llegando a recopilar canciones incluso del siglo XVIII. Su colección fue reeditada en 1980 por la Diputación Provincial de Santander.
En el ámbito de los grupos Corales, un hito importante lo encontramos en la década de los 40, cuando comienzan a surgir los primeros grupos, con el objetivo de mantener y realzar la importante labor iniciada por el Orfeón Cantabria, fundado por Adolfo Wünchs hacia 1890.

## Ejemplificación
Se cita a continuación, a modo de ejemplificación, algunas canciones montañesas, intérpretes solistas, así como grupos de intérpretes:
- Canciones montañesas:

A:
“A cantar las marzas” (marza), "A coger el trébole", "Adiós con el corazón", “Adiós Comillas, adiós”, “Adiós, rosita y clavel”, "Adiós y diviértete", “A dónde vas por agua”, “Agua del río”, “Ahí la tienes, a la ventana”, “Ahí la tienes, bailalá”,  “A la entrada del pueblo”, "A la fuente voy por agua", “Al cherenguindín”,  “Alégrense los cristianos”, “A los árboles altos”, “A los quintos, madre”, ”Allá arriba”, "Al subir la escaleruca", “Amante, amante”, “Amante mío del alma”,  “Aquel sombrero de monte”, “Árboles de la Alameda”, “Arriba el limón”, “Arriba, galán”, “Arriba la flor”,  “Arriba, mozo”, “Arrolla bien tus panojos”, “Asómate a la ventana”, "Aunque me ves con albarcas", “Aunque me voy de tu lado”, “Ayer me dijo tu madre”, “Ay, luna, luna”, “¡Ay qué bien te está!”, "¡Ay Soledad!
B:
“Barquero nuevo” 
C:
“Callejuca, callejuca”, "Calle de la mi morena", “Campanario”, “Campanillas de plata”, “Cantemos, pastores”, “Capullito, capullito”, “Cara de luna brillante”,“Carretera, carretera”,“Carretero, carretero”, "Carretera de Carmona", “Cásate conmigo”, “Cochero, detenga el coche”, "Como el molino que muele", “Cómo quieres que la hiedra”, “Cómo relumbran altares”, “Con el permiso de ustedes”, "Cómo quieres que el sol salga", "Cuando la máquina pita", “Cuando voy al baile”, "Cuando yo la cortejaba", “Cuatro horas llevamos”,“Cuatro pañuelitos tengo”, “Cuatro pinos”
D:
” Dále, minerito, dále”, “Dáme la mano, paloma”, “Danza de rueda”(jota), “Danzas de arcos”(jota), “Danzas de palillos”(jota), “De casa salimos”(marza), “Déjame pasar”, "Deja que ruede la bola", “Desde aquí te estoy mirando”, “Desde que te fuiste”, “Desde Renedo a Selores”, “Desde que vino la moda”,“Dicen que no me quieres”, “Dicen que sí te quiero”, “Dile que no voy”, “Dónde va tan temprano”, “Dos puertas” “Duerme mucho”
E:
“Echa la barca al agua”, “Échala con resalero”, “El del pantalón de pana”,“El día que tú te cases”, "El palo pinto", “El primer amor que tenga”, “El primer amor que tuve”,“El querer como te quiero”, “El roble”,“El secreto de tu pecho”, “El señor predicador”, "El sol se va poniendo", "En el baile la encontré", “En el norte hay una estrella”, “En la montaña de Santander”, “En las calles de Reinosa”, "En medio de tu corral", "En mi Cantabria nací", “Eres alta y delgada”, "Ermitaño si vas a la ermita", "Escúrrelas arriba", "Esta noche ha llovido", “Esta noche hay pizarreo”, “Esta noche y la pasada”, “Estrellita reluciente”, “Estudiantes montañeses”
F:
“Florido marzo”(marza), “Fuente fría” 
H:
“Hasta que salió la luna” “Hay alegrías que matan”, “Hay una vieja”, “Hoja de laurel”
L:
“La campana de mi pueblo”, “La flor del romero”, “La fuente de Cacho”, “La lancha de Tolín”, “La barca marinera”, “La luna a la cabecera”, "La Montaña te espera", "La noche de San Juán", "La pasá de Carmona", "La tonada más bonita", “Las muchachitas de Noja”, “Las palabras, amor mío”, “La ví llorando”, "Los amores de Renedo", "Los mandamientos"(marza),"Los mozos me tienen rabia", “Los ojos de mi morena”, “Los ojos más bonitos”, "Los pinares de El Sardinero", “Los pichoncitos, madre”, "Los que rondan son los mozos", "Los Sacramentos"(marza), "Los segadores"
M:
“Madre cuando voy a leña”, “Manolo mío”, “Mañanitas de febrero”, “María como la mía”, “María sé que te llamas”, “Marinero, sube al palo”, “Marzo florido”(marza), “Más hermosa eres que el sol”, “Me llamaste morenita”, "Me quitaron de quererte", “Mi amante cuando se fue”, “Mi amante me cartea”, “Mi majo es carretero”, “Mi marinerito, madre”, “Mira como se pasea la Guardia Civil”, “Mis amores son del campo”, “Mocita, en la romería”, "Molinera", “Molinero, molinero”, “Molinero que estás moliendo”,“Molondrón”, “Montañesa, montañesa”, “Moza querida del alma”
N:
“Niño precioso”, “Noche clara”,  "No eran cazadores", "No hay barrio como mi barrio", “No llores”, “No me asusto de la mar”, “No pedimos pan”, “No quiero tus/las avellanas”, “No sé, no sé que tiene”,
“No se va la paloma”, “No te fíes de los hombres”, “No tengo miedo a la muerte”, “No vayas, paloma, al monte”, “No voy sola, no” 
O:
“Ojos que te vieron ir”
P:
“Pajarito, pajarito”, "Paloma revoladora", “Para empezar a cantar”, “Para qué te llaman Laura”, “Pasé anoche por tu huerto”, “Pasiego soilo, soilo”, "Pastor que estás obligado", “Pensamiento, tú me matas”, “Pícaro molinero”, “Piedrezuca de tu calle”, "Por el alto de trasmiera", “Por el Puente de Carriedo”, “Por entrar en tu jardín”, “Por mucho que te quiera”, “Por una palabra”
Q:
“Qué quieres que te traiga”, “Que vamos a bailar”, "Quien tuviera amores"
S:
“Saca la niña del agua”, “Salid, mocitas al baile”, "Salir mozos a bailar", “Salta, niña, a mi barquilla”, "Segador que bien siegas", “Sentado sobre las rocas”, “Síguela, Manuel”, "Si la nieve se hiela", “Si me quieres, dímelo”, “Si subes a Puentenansa”, "Si vas a Reinosa, paras en Pesquera", “Si yo fuera medallita”, “Son de Laredo”, “Soy de Potes”, “Soy pasiego”, "Soy de hielo", “Súbela, marinero”
T:
“Tarde de mayo”, “Tengan santos días”, “Tengo de ir a Madrid”,“Tengo de pelar el monti”,  “Tengo que subir”,“Tienes los cabellos de oro”, "Tienes unos ojos niña", “Toda la noche a la vela”, “Todas las mañanitas”, “Todo me lo llevaron”, “Todos quieren a la rubia”, ”Torrelavega te espera”, “Tus ojos y los míos”
U:
“Un cantero de Buelna”, “Un día, arroyuelo”, “Un marinerito, madre”, “Un pajarito de oro”
V:
“Vale más la mi morena”, “Vale más un marinero”, "Ven a mi lado", “Vengo de la mar salada”, "Vente conmigo al molino", "Viejos marceros"(marza), “Vinieron los mozos”, "Viva La Montaña", “Vivan las montañesitas”, "Viva Santander"
Y:
“Ya va la niña por agua”, “Yo no quiero al molinero”, “Yo no soy marinero”, “Yo soy marinero”.  
- Intérpretes solistas:

Sierruca, Velarde, Aurelio Ruiz, Benito Díaz "El Sarruján de Carmona", Ernesto Perales, Teodoro Gutiérrez "El Chaval de Coo", Manuel Gutiérrez "El Chaval de Cabuérniga", Cándido Martínez "El Chaval de Tanos", Narci "El de Bareyo", Genio "El de Camijanes", Pedro Álvarez, Julián Revuelta "El Malvís de Tanos", Toñín Peláez, Vicente Dorado "El Ruiseñor de Tanos", Sergio Agüeros, Nando Agüeros, Luis Ángel Agüeros, Álvaro Fernández Conde "El masoniegu", Rafi Cosío, Nacho Cosío, Francisco López "Cote" de La Lomba, Puri Díaz, Almudena López de Entrambasaguas, Esther Terán, Avelina Fernández, Conchi Cobo...
- Corales:

Coral "Salvé" de Laredo, La Sociedad Coral de Torrelavega, La Coral de los Corrales de Buelna...
- Coro-rondas:

Coro Ronda "Garcilaso", Coro Ronda "Virgen del Camino", Coro Ronda "Altamira...
- Rondas:

Ronda el Liguerucu, Ronda Pico Cordel...